# Napkollektor

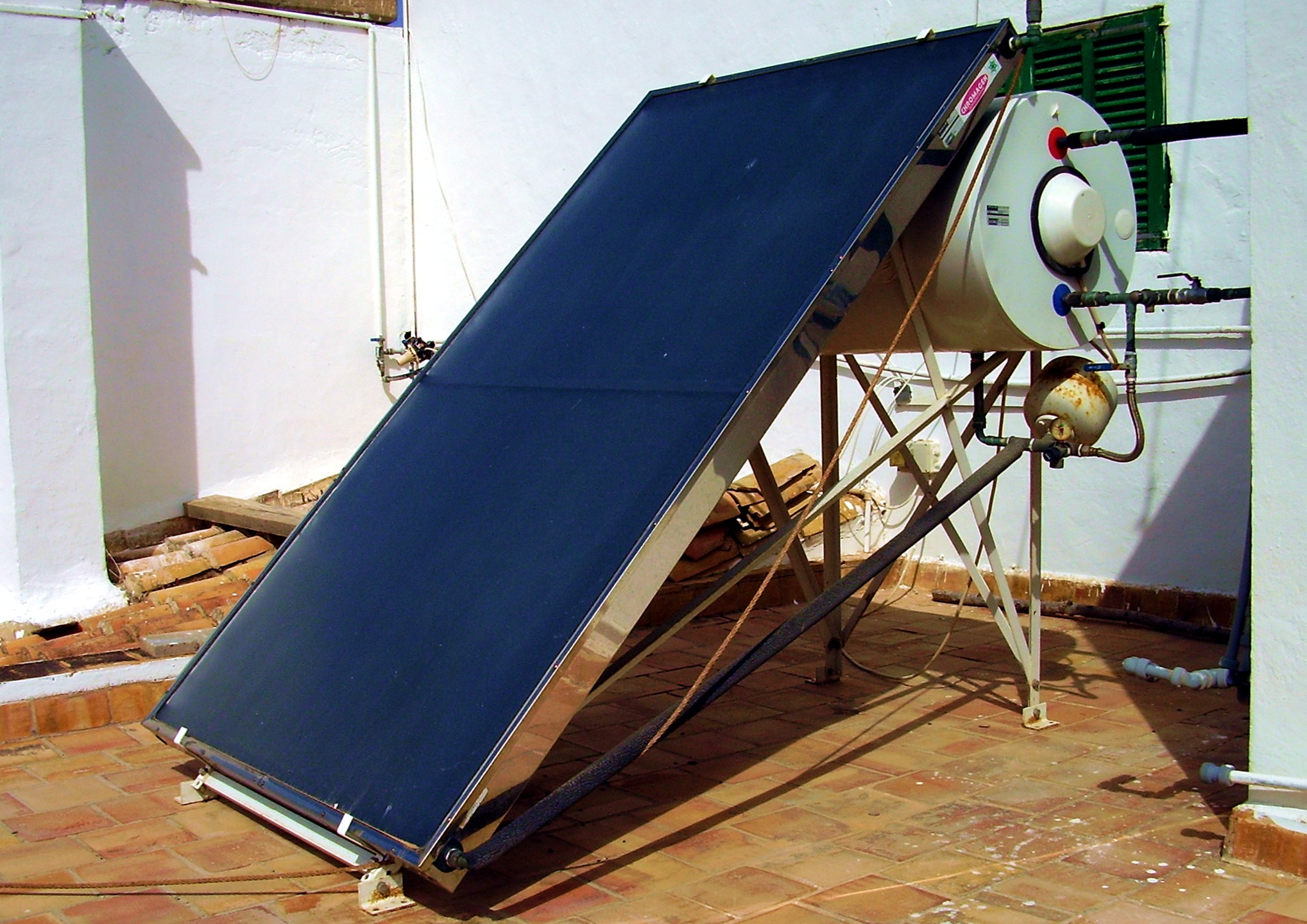
Melegvizet szolgáltató kísérleti napkollektor

A napkollektor olyan épületgépészeti berendezés, amely a Napból származó energia felhasználásával közvetlenül állít elő hőenergiát, többnyire a lakossági felhasználású melegvíz (fűtésre vagy tisztálkodáshoz) céljára. A hétköznapi nyelvben gyakran összetévesztik a napelemmel, amely a napsugárzást elektromos energiává alakítja. A napkollektor fűtésre való alkalmazása az épület megfelelő hőszigetelését és alacsony hőmérsékletű fűtésvíz-igényét (például: padlófűtéssel) feltételezi, és általában csak tavasszal és ősszel mint átmeneti, illetve télen mint kisegítő fűtés úgynevezett  kombi vagy multifunkciós hőtárolóval használatos. Hőközvetítő közege jellemzően folyadék (nyári üzemre például víz, egész éves üzemre egészségvédelmi okokból a nem mérgező propilalkohol), de a levegőt használó változatai is elterjedtek. A napkollektor az aktív napenergia-hasznosítás egyik eszköze (passzív például a szoláris építészet). A napenergia a megújuló energiaforrások közé tartozik, így termelése, felhasználása jelentősen kevésbé környezetszennyező, mint pl. a CO2 kibocsátással járó technológiák.
A melegvíz készítésére fordított hőmennyiség az épületenergetikai számítások szerint az egyre alacsonyabb energiafelhasználás miatt kb. azonos értékű a fűtési energiaigénnyel, ezért a hőtermelő napkollektorok jelentősége fokozatosan növekszik. Lehetőséget ad a melegvíz-készítésben a hőtermelő elektromos energia kiváltására.
A Solar heat Europe (ESTIF) adatai szerint Európában az energiaigény fele hőigény, ami az európai háztartások számláinak nagy részét teszi ki. A Nap hőenergiájának hasznosítása jelentősen növekszik, hő és hűtési célra 2018-ban 8%-kal nőtt. 
A napkollektorok magyarországi minősítése gyakorlatilag az ÉMI-ben mint Európai és Nemzeti Műszaki Értékelés lehetséges, ill. a TÜV-ön keresztül, külföldi minősítő intézetek bevonásával. Az építési termékekre vonatkozó rendeletek szerint állandó jelleggel beépített napkollektor csak minősített lehet (275/2013. (VII. 16.) Korm. rendelet). Az európai napkollektorokat hitelesítő laborok az összes éves hőmennyiség szempontjából vizsgálják az egyes termékeket. Hivatalosan napkollektornak csak olyan termék minősül (vagyis az EU területén tagállami támogatásban részesíthető), ami a 305/2011 EU rendelet Construction Product Regulation (CPR) előírásainak megfelel. A megszerzés feltételét pl. a SolarKeymark esetén Németország klímaviszonyaihoz rögzítették: évente csak használati meleg víz készítésével, vagyis fűtésrásegítés nélkül legalább 525 kWh/m2 (1890 MJ/m2) hőmennyiséget kell termelnie. Magyarország a 47. szélességi fokon, kb. 2000 óra/év napsütésessel kedvezőbb helyen van. A beesési max. szög a vízszinteshez délben nyáron 66°, télen 19°, ami a gyakorlatban jó kollektor-elhelyezési lehetőséget ad.

## Adatok
A napkollektor napsugárzásból hőt alakít át, tehát a helyi napsugárzási adatokat kell ehhez megismerni. Ez térképek formájában rendelkezésre áll, napkollektor forgalmazók honlapján, vagy az Országos Meteorológiai Szolgálat honlapján az Éghajlat/sugárzás adatai között található. Az illető ingatlan adatai esetenként eltérnek, ami a szükséges felületet befolyásolja, de erre, és a méretezés további részleteire pl. az Óbudai Egyetem honlapján, Napkollektorok működése és alkalmazása c. tájékoztatóban találhatunk adatokat. Becslésszerűen képet kaphatunk az igényekről, ha a kollektor felületet személyenként 
1 m2-re, a tároló térfogatot kb. 50 literre vesszük. Találhatunk online számításokat "napkollektor kalkulátor" néven, melyek pontosabb közelítésre alkalmasak. 
A napkollektor elnyelő (matt fekete, fényt nem visszaverő festékkel bevont, hővezető, általában rézlemez) rétegét abszorbernek is nevezik. Ez a réteg a napsugárzás elnyelése által melegszik fel. Az ú.n. szelektív bevonat iránti követelmény, hogy a napsugárzás tartományában (0-2,5 μm) a beérkező teljes spektrumot nyelje el, másrészt az abszorber saját hőmérsékletéhez tartozó infravörös tartományban (2,5 μm fölött) a visszasugárzás a lehető legkisebb legyen. A hőt ennek a hátára keményforrasztott vagy lézerhegesztett csőháló veszi fel, majd egy előremenő és egy visszatérő cső segítségével vezetik be a házba – általában keringtető szivattyúval. A csőháló alsó oldalán hőszigetelő réteg van, ami javítja a hatékonyságot. 
Derült, napos időben hozzávetőleg 1 kW erősségű sugárzás érkezik minden négyzetméternyi felületre.
Az éves, átlagos napsugárzás Magyarországon 3,17 kWh (11,4 MJ) négyzetméterenként naponta.

## Típusai

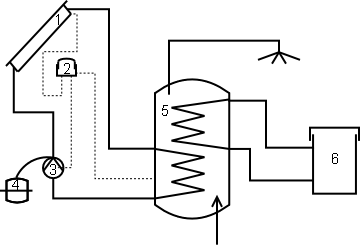
Napkollektor vázlatrajza

A napkollektorokat szerkezetük, közegük és az alkalmazás rendszere szerint különböző csoportokba oszthatjuk.

### Napkollektor belső szerkezet szerinti típusok
- Sík kollektor: egy abszorber felület veszi fel a hőt, mely a teljes keretet kitölti. Leggyakrabban szelektív bevonatos fémfelület, hőszigetelő fedéssel.
- Vákuumcsöves kollektor: Vákuumozott üvegcsövekben helyezik el a szelektív bevonatos fémfelületű abszorbert, mely vagy cirkuláló folyadékot melegít, vagy folyadék/gőz állapotváltozást okoz.
- Csőszerkezetű kollektor (fedett vagy nyitott kivitelben)

### Napkollektor közeg szerinti típusok
- Víz ill. fagyálló közegű folyadékos kollektorok: Általában HMV készítésére, közvetlen (időszakos), vagy fagyállós közvetett téli-nyári üzemre készülnek.
- Levegő közeges kollektor: helyiségek fagymentesítésére, ill. falszerkezetek helyett nagyobb hőnyereség érdekében használják.

### Napkollektor alkalmazás rendszere szerinti típusok
- Szivattyús/ventilátoros cirkulációjú rendszerekbe kötött kollektor: ha a kollektor és a meleg víz tároló tartály/helyiség közti cirkuláció nem valósul meg természetes cirkulációval.
- Gravitációs cirkulációjú rendszerek: a magasabban fekvő tartály és az alacsony elhelyezésű kollektor közti szintkülönbség biztosítja a természetes cirkulációt.
- HMV készítő rendszerbe, ill. fűtési rendszerbe kötött kollektor: magát a szivattyús, ill. gravitációs rendszert csatlakoztatják a hőtermelés céljának megfelelő második rendszerhez/berendezéshez.

### Folyadék közegű, szivattyús rendszer
A leggyakrabban alkalmazott napkollektoros rendszer a folyadék közegű, szivattyús rendszer.
A fekete színű, néha tükrökkel is megvilágított kollektor (1) elnyeli a napsugár által közvetített hőt és azt átadja a kollektorban keringő folyékony, fagyálló, jó hőközvetítő folyadéknak. A kollektor felmelegedését egy automatika (2) figyeli, amely a rendszernél magasabb hőmérséklet esetén elindítja a szolárszivattyút (3). Ez a folyadék egy zárt hőcserélő tartályban (5) átadja a többlet hőt a bojlerben (6) tárolt víznek. A rendszert nyomásszabályozó (4) egészíti ki, illetve közvetlen a hőcserélőből (5) is lehet meleg vizet nyerni fűtési célokra. A mai modern napkollektorok gyorscsatlakozókkal vannak ellátva, így szerelésük igen egyszerű.
A legjobb hatékonyságot úgy lehet elérni, hogy a napkollektor a fűtésrendszer leghidegebb pontjára csatlakozik rá. Így a legnagyobb a hőmérséklet-különbség hajtóerő és a legkisebb a kollektormező hővesztesége a külső levegő felé. A téli időszakban ez a hideg pont lehet egy hőszivattyú hőnyerő oldala. Hőszivattyú nélküli rendszerekben tipikusan a felmelegítendő vezetékes hideg víz a leghidegebb közeg. Ezért használják a napkollektorokat elsősorban melegvíz-készítésre, és csak másodsorban fűtésrásegítésre. Fűtésrásegítős rendszerben is érdemes fölhasználni a vezetékes víz hidegét: rétegzett kombi vagy multifunkciós tárolóval szerelt kapcsolás szerint a fűtésvíz visszatérőjénél hidegebb téli napkollektor hője is hasznosul a fűtésben. Vízmelegítésre hőszivattyús rendszer mellett, vagy anélkül is érdemes használni, a nyári időszakban ugyanis fél évre ki lehet küszöbölni a kompresszor áramfelvételét, vagyis a szolárszivattyú járásán kívül nem jelentkezik más fogyasztás, a tisztán napkollektoros HMV rendszerek pedig rendszerint egész éves üzemre készülnek.

### Gravitációs cirkulációs rendszerű napkollektor
Egyszerű szerkezete miatt a legkönnyebben kivitelezhető rendszer. Ha megfelelő szintkülönbség rendelkezésre áll, akkor kisebb költségű/gazdaságosabb, mint a szivattyús rendszer. A mai törvényi előírások figyelembe veszik a napkollektor esetleges telepítésének biztosítását, ezért már a tervezéskor fel lehet rá hívni a figyelmet. A napkollektorok és napelemek beruházását és megtérülését vizsgálva általában azonos teljesítményeket hasonlítanak össze, és szivattyús rendszert vesznek alapul, támogatás nélkül. Ha hozzátesszük, hogy a napkollektoros rendszer ára csökkenthető gravitációs, természetes cirkulációs rendszerrel, valamint nem csak gáz kiváltásra alkalmas, hanem kapcsolható elektromos bojler elé, valamint felvehető kedvezményes hitel is (kamatmentes), továbbá más felújítással egy időben kivitelezve további költségcsökkentés lehetséges, akkor a megtérülési idő csökkenthető, a beruházás gazdaságos lesz.

### Légkollektor

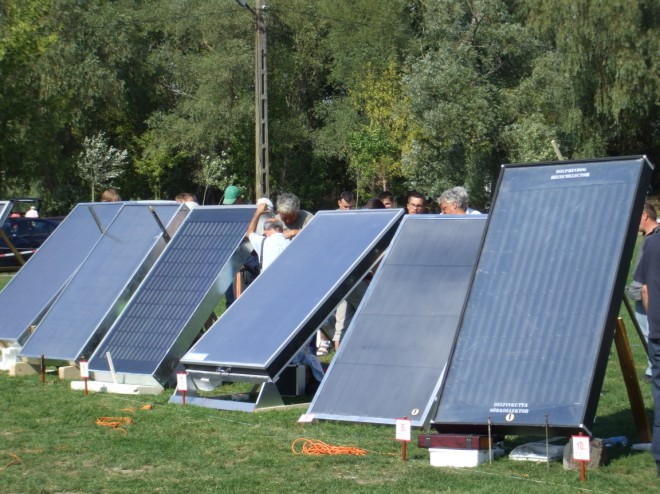
„Sörkollektor verseny”, Solt, 2007 augusztusa

A légkollektor olyan napkollektor, amely napenergiával történő légfűtésre, más néven szoláris légfűtésre használható. Rokona a tromble-fal, a „japán napház” és a „napkémény”. Ezek a kollektorok rendszerint a „téli” nappályát figyelik, ezért általában függőlegesen szokták felszerelni őket a házak falára, vagy meredekebb tetőszerkezetbe integrálják őket.
A levegő a kollektor belsejében halad, hőcserélőn keresztül felmelegszik, majd beáramlik a fűtendő térbe. Nyáron az összegyűjtött felforrósodott levegőből légkezelő segítségével vizet is lehet melegíteni. A fal- és a tetőszerkezet ilyen módon átszellőztethetővé válik, vagyis nyáron véd a túlmelegedéstől. A levegő mozgatását általában ventilátor(ok) végzi(k) – ez esetben a melegítő csövek alul és felül egy közös csőben érnek véget. A szerkezet belsejében szabályozó tag található, amely csak abban az esetben engedi a levegőt a belső terekbe vagy a légkezelőbe, ha az fűtésre vagy vízmelegítésre alkalmas hőmérsékletű. A légkollektorokat általában fűtésre alkalmazzák, de ma már terjednek a légkezelős használati-melegvíz készítő rendszerek is. Előnyösen alkalmazhatók a nagymértékben hőszigetelt, u.n. passzív , vagy közel nulla energiájú házakban, ahol a fűtési teljesítményigény rendkívül alacsony, és a kollektor hátoldalán egyben komoly, megfelelő hőszigetelés van. Hátrányos viszont a levegő kis hőkapacitása, ami a nagy légvezetékeket, és levegő/víz hőcserélőket eredményez. Önmagában részben szellőző készülékként és páramentesítésre használják.
Légkollektorok típusai között több gyári termék is hozzáférhető, de a saját készítésre is lehetőséget ad. 
Kevésbé összetett szerkezetek mint a „vizes” napkollektorok, ezért az áruk alacsonyabb, szervizelési és üzemben tartási költségük kisebb, előállításuk egyszerűbb. A házilag készített napkollektorok többsége így légkollektor, gyakran háztartási hulladékból, ezen belül is elsősorban üres alumínium italos palackokból összeállítva – ez utóbbiak gyakran használt neve a sörkollektor. Ezek hobbiszintű építői időnként rendezvényeket, építőversenyeket rendeznek; Magyarországon az első ilyet 2007 augusztusában tartották Solton, „Sörkollektor verseny” név alatt.
A légkollektor segítségével aszaló is építhető.
Légkollektor készíthető pillepalackok felhasználásával is.

#### A sörkollektor
A sörkollektor olyan levegő melegítő napkollektor, amely háztartási hulladékból, a leggyakrabban alumínium sörösdobozokból készül. A közösségi felületekről, internetes fórumokról indult sörkollektor építési technológiának ma már komolynak nevezhető szakirodalma van, amelynek köszönhetően bárki megépítheti a maga házi napkollektorát.
A sörkollektort úgy készítik, hogy az üres alumínium italos dobozok alját és tetejét kivágják, majd ezeket az átjárható alumínium hengereket összeragasztják. Erre azért van szükség, mert így tud majd a benne lévő levegő gond nélkül áramolni, ezt a levegőt melegíti fel a napenergia, amelyet visszajuttatva a zárt helyiségbe, melegen tartható az. Az összeragasztott dobozokat célszerű feketére festeni a minél jobb hőenergia-begyűjtési érték elérése érdekében.
A kész sörkollektor a ház külső falán van, lehetőleg olyan homlokzati falfelületen, amit minél többet ér a nap 24 órájában a napsütés. A napkollektorba alul kerül be a szoba levegője, ezt egy ventilátor szívja be a dobozokból összeállított alumínium csőbe, ahol az elosztónak köszönhetően egyenletesen betöltődik a levegő. A Nap sugarai a levegőt felmelegítik, így kerül vissza a meleg levegő a szobába, és így valósul meg a fűtőhatás.
A sörkollektor nem tudja teljes mértékben ellátni a helyiségek fűtését, de a fűtési szezon elején és végén jelentős összegek spórolhatók meg ennek köszönhetően.

### Naptűzhely, parabola kollektor
A sík felületű abszorberek mellett készülnek olyan napkollektorok, melyek előbb a hőt egy parabola tükörrel koncentrálják, majd egy kisebb elnyelő felületen, esetleg magán a melegítő berendezésen abszorbeálják. Kisebb teljesítménnyel házi használatra alkalmazzák a naptűzhelyeket, melyek fókuszába a főzőedény kerül, a tükröt pedig állványra helyezik, forgatható, dönthető rögzítéssel. Legnagyobb részt a trópusi, afrikai, indiai területen, tüzelőben szegény vidéken alkalmazzák, egyrészt a faállomány megvédésére, másrészt olcsó tűzhelyként. A naptűzhelyen való főzés alacsonyabb hőmérsékleten, valamivel hosszabb ideig, külön receptekkel történik.

## Alkalmazási körülményei
Bár a decemberi napsugárzás a júliusinak kb. 25%-a, de melegvíz készítésére egész éves üzemi igény kb. 60%-át fel tudja venni, jól ki lehet használni. Kifejezetten fűtés céljára a hazai viszonyok mellett vizes kollektort alkalmazni igazán akkor gazdaságos, ha pl. nyári medencefűtésre már rendelkezésre álló kollektorok téli hasznosításáról vagy hőszivattyús talajhős szezonális tárolóról van szó. Közvetlen fűtésrásegítés általánosan alacsony hőmérsékletű fűtésrendszerrel (pl. padló- vagy falfűtés, esetleg fan-coil) és rétegzett multifunkciós hőtárolóval működik jól.
A mai ú.n. nappali árammal működő elektromos villanybojlerek a drága csúcsidejű áramot is hővé alakítva használják, ezért villanybojlerek részbeni kiváltására országos szinten is gazdaságos a napkollektor. Ha a melegvízigény több személyre, egész éves üzemidőben jelentkezik, akkor a kollektor kihasználtsága javul, pl. nyugdíjasotthon, kórház, szálloda, uszoda stb. esetén. A nyári meleg víz csúcsigényre méretezve elkerülhető a túlmelegedés, és inkább télen van szükség második energiaforrásra. E fölé kizárólag akkor szabad méretezni, ha mindig van olyan fogyasztó, ami fölveszi a nyári többlet hőt (ipari berendezés, talajhős szezonális hőtároló, stb.).
A kollektorszerkezet több célra alkalmazva költséget takaríthat meg, pl. tetőfedést kiváltó, tetőbe integrált kollektor a hőszigetelést, vagy árnyékoló-esővédőt az ablakok, ajtók fölött. Különbség van továbbá egy komplett új napkollektoros rendszer és a meglévő (kombi bojler, villanybojler) elé kapcsolható kiegészítő rendszer között.
A kollektorok beruházása más esedékes építészeti, épületgépészeti felújítással együtt előnyös, mert eloszlanak a költségek (pl. állványozás; helyreállítás; tartályok, szerelvények cseréje). Előnyös, ha a kollektor és a tároló között kicsi a távolság, mert egy déli ferde tetőre helyezett kollektor és az északi oldali földszinten elhelyezett vizes helyiség között túl nagy lehet a csővezeték költsége (kb. 2 szint különbség mellett a csővezeték és kivitel költsége azonos a rendszer anyagárral) . Fűtetlen helyiségen, padlástéren átmenő kollektorvezetékek nagyságrendekkel nagyobb szigetelésvastagságot igényelnek, mint a fűtött téri melegvíz-vezetékek. A kollektorok tájolás szempontjából a DK-i, D-i, DNY-i irányú ferde tetőkre vagy földön/lapos tetőn levő állványokra helyezhetők el legkedvezőbben. Forgalmazásához, beépítéséhez 3/2003 (I.25.) BM-GKM-KvVM együttes rendelete szerinti megfelelőség igazolási eljárás szükséges (pl. ÉME), nem szükséges viszont építési engedély.

### Biztonság
A napkollektor szerelés legtöbbször a tetőn történik. Ehhez a munkavégzés biztonsági feltételeit tekintetbe kell venni. Elsősorban a magasban, létrán, vagy állványon történő kivitelezésre vonatkozó előírásokat kell betartani. A napkollektor beemelése daruval, vagy emelőcsigával erre kioktatott személyekkel történhet. A leesés ellen a személyeknek védőfelszerelésre van szükségük, mely a tetőhöz rögzíti a szerelőket. A napkollektor megfelelő felerősítése a tetőre szilárd tartókat igényel, megfelelő víz elleni/esővédelemmel együtt. A tartók a tetőszerkezet biztonságos pontjaira kerülhetnek. A csatlakozó csővezetékek egyrészt üresjáratban elérhetik a 200 C fokot, másrészt általában fagyálló közeggel működnek. A forró vezetékek, és a magas alkoholtartalmú folyadékok jelenlétében történő szerelés megfelelően kioktatott kivitelezőket, és felszerelést igényel.

### Minőség, méretezés
Egy épület részeként napkollektort beépíteni csak ellenőrzött termék (bizonylat) esetén lehet. A pályázatok tartalmazzák a szükséges minőségbiztosítási termékjeleket (pl. SolarKeymark, DIN Certo). Ilyen termékjel nélküli napkollektor épületbe nem építhető be állandóra, de külön használható.
A napkollektorok méretezése részben a teljesítmény biztosítására, részben a megfelelő élettartam elérésére szolgál. A teljesítmény becslésére közelítőleg ideális esetben (délre tájolt, 45 fokos dőlés) 1 személyre (50 liter/nap melegvíz) 1 m2 vákuumcsöves (ill. 2 m2 sík) napkollektor kell, 100 literes tárolóval. Online közelítő számítások találhatók, pl. nvsolar, valentin.de és csaladihaztervezes oldalakon. Az élettartam szempontjából veszélyes a túlméretezés, a túl nagy felület beépítése. Ez különösen vákuumcsöves napkollektoroknál üresjáratban (pl. nyári szabadság) 300 C fokra melegszik fel, és gyorsan elöregszik. Az általában 60% kihasználtságra méretezett napkollektor elfogadható, kiegészítő fűtése kissé többet működhet, de a kollektor nem megy tönkre.

### A napkollektoros piac helyzete Magyarországon
Megbízható adat nem áll rendelkezésre az eladott és üzembe helyezett napkollektorok számáról, a szakértők szerint az erről közzétett adatok általában pontatlannak mondhatók. Állami, vagy szakmai szervezet nem végez ilyen irányú felmérést széles körben, ezért csak a civil szervezetek, illetve a szakmai szervezetek nem teljes körű felméréseire, illetve a piac szereplőinek a becsléseire lehet támaszkodni.
Az ESTIF, vagyis a European Solar Thermal Industry Federation szerint 2009-ben Magyarországon a napkollektoros rendszer nagysága 82.590 m² volt, de a magyar szakemberek ennél nagyobb számot mondanak. A Magyar Épületgépészek Szövetsége (MÉGSZ) saját tagvállalkozásai között elvégzett felmérése szerint 2010-ig körülbelül 150.000 m²-re volt tehető a működő napkollektoros rendszerek nagysága országos viszonylatban. Sajnos ez is csak becslés, de valószínűsíthető, hogy ez a szám közelebb áll a valósághoz, mint az ESTIF által közölt adat.
Az elmúlt 10 évben jelentősen visszaesett a napkollektor piac (2009-2019), de az utolsó negyedévben ismét fellendült (kb. 6%-kal).  
A MÉGSZ 2010-ben publikált tanulmánya alapján kijelenthető, hogy 2008-ig meredeken emelkedett a telepített napkollektoros rendszerek nagysága az országban, 2009-ben azonban érezhetően megtorpant ez a folyamat, és 2010-ben sem voltak láthatóak kedvező jelek a növekedést illetően. Ennek egyrészt az ekkor kirobbant és egyre terjedő gazdasági válság, másrészt a kedvezőtlen állami szerepvállalás, a napkollektoros rendszerek állami támogatásainak megnyirbálása volt az okozója.
A napkollektoros technológiát nyugat Európában jól használják, a tervezők, kivitelezők kezdetben nem voltak megfelelően oktatva. (Túlméretezett kollektor alkalmazások.)

#### Magyarország más országokhoz képest, egyéni lehetőségek
Már a MÉGSZ 2010-ben kiadott tanulmánya is megállapította, hogy az európai országokhoz való felzárkózás is csak úgy vált volna lehetségessé, ha 2009-ben nem következik be a megtorpanás. A napkollektoros rendszerek népszerűségének megtorpanásával, majd 2010-ben látható csökkenésével azonban még messzebb került Magyarország azoktól az európai országoktól, ahol népszerű és elterjedt ez a fajta energetikai megoldás.
Kiss Ernő, a Magyar Napelem Napkollektor Szövetség elnöke szerint ráadásul az elmúlt években sem történt változás ezen a területen. A szakember szerint a napenergia (napkollektor és elektromos áramtermelő napelem) hazai felhasználását a következő okok hátráltatják:
- napelemes termékdíj
- tűzvédelmi kapcsoló beszerelése (napelemes rendszerhez)
- rossz a beruházást támogató rendszer
- politikai szándék hiánya
- csökkenő mértékű beruházási támogatás
- mesterségesen alacsonyan tartott villamos energia ár (napelemeknél)
- csökkenő támogatás a megtermelt zöld energia után (napelemeknél)
- magas ÁFA

A hőtermelést jelenleg központi állami támogatás nem könnyíti úgy, mint az elektromos energiát az átvételi ár, ezért a leggazdaságosabb esetekben lehet megvalósítani (elektromos áram kiváltása), ill. pályázati (jelenleg hitel) támogatást elérni. Éppen az elektromos energia kiváltása esetén lehet megállapítani a napelem és napkollektor beruházás lehetséges támogatási arányát. Az energia fajták közül az elektromos energia a legdrágább, a hőenergia (pl.földgáz) a legolcsóbb, a kedvezményes nappali árak aránya kb. 3,5. A napkollektor gazdaságossága maximális, ha a legdrágábbat váltja ki.  
Ugyanakkor egy napkollektoros, ill. energiamegtakarítási beruházás saját erőből az állami támogatások nélkül (pályázatok nélkül) is gazdaságos lehet, erre egyénileg a kivitelezési lehetőség rendelkezésre áll, akár felújítás, akár új építés esetén. Az épületenergetikai előírások 2020 után olyan, ú.n. „közel nulla energiafogyasztású ház” építését írják elő, melynek többféle készülék, (napelem, hőszigetelés, hővisszanyerő szellőzés), így a napkollektor is része. Napkollektor szerelő készletek állnak rendelkezésre, melyeket a saját részre végzett munka, az építési termék beépítésére vonatkozó, ill. gyártó előírásai szerint fel lehet szerelni.   

## Külső hivatkozások
- Napkollektor.lap.hu - linkgyűjtemény
- Sörkollektor.hu - sörkollektor építési útmutató és közösségi fórum
- Amatőr térkép a magyarországi sörkollektorok elhelyezkedéséről
- pillekollektor
- kollektorok.hu - napkollektorok, általános információk
- Csináljuk jól (5. szám)
- Naptűzhelyek, aszalás
- Napkollektor becslés online, (német)
- Napkollektor elmélete
- Légkollektor típusok
- Napenergia hasznosítás légkollektorral
- Solarcooking
- Óbudai Egyetem napkollektorok
- Valóban leáldozott a napkollektoroknak?
- Vákuumcsöves napkollektor kalkulátor Archiválva 2021. december 30-i dátummal a Wayback Machine-ben